# Теорія розпізнавання образів

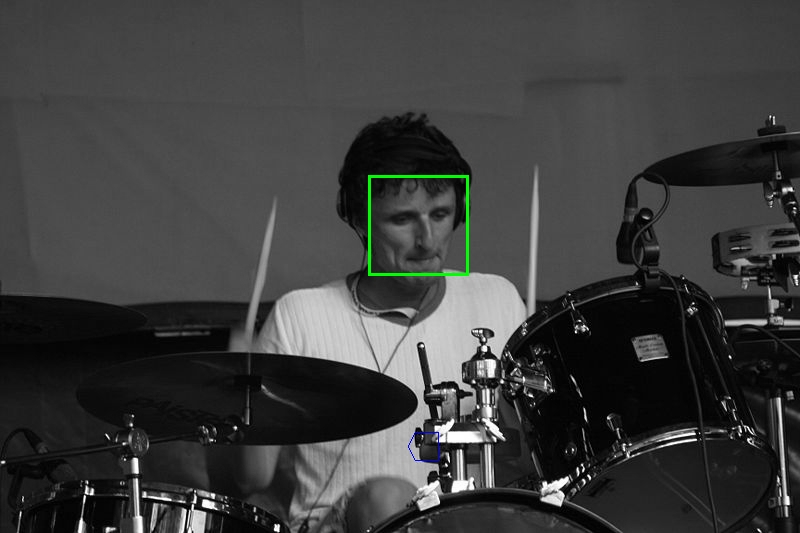
Автоматичне виявлення облич спеціальною програмою.

Тео́рія розпізнава́ння о́бразів — розділ кібернетики, що розвиває теоретичні основи й методи класифікації і ідентифікації предметів, явищ, процесів, сигналів, ситуацій і т. п. об'єктів, які характеризуються скінченним набором деяких властивостей і ознак. Такі задачі вирішуються досить часто, наприклад, при переході або проїзді вулиці за сигналами світлофора. Розпізнавання кольору лампи світлофора, що засвітилася, і знання правил дорожнього руху дозволяє прийняти правильне рішення про те, можна, чи не можна переходити вулицю в цей момент.
У процесі біологічної еволюції багато тварин за допомогою зорового й слухового апарата розв'язали задачу розпізнавання образів досить добре. Створення штучних систем розпізнавання образів залишається складною теоретичною й технічною проблемою. Необхідність у такому розпізнаванні виникає в найрізноманітніших галузях — від військової справи й систем безпеки до оцифровування різних аналогових сигналів.
Традиційно задачі розпізнавання образів включають у коло задач штучного інтелекту.

## Напрямки в розпізнаванні образів
Можна виділити два основних напрямки:
- Вивчення здібностей до розпізнавання, якими володіють живі істоти, їхнє пояснення й моделювання;
- Розвиток теорії й методів побудови пристроїв, призначених для розв'язання окремих задач у прикладних цілях.

## Формальна постановка задачі
Розпізнавання образів — це віднесення вихідних даних до певного класу за допомогою виділення істотних ознак, що характеризують ці дані, із загальної маси несуттєвих даних.
При постановці задач розпізнавання намагаються користуватися математичною мовою.

## Методи розпізнавання образів
Для оптичного розпізнавання образів можна застосувати метод перебору вигляду об'єкта під різними кутами, масштабами, зсувами й т. д. Для букв потрібно перебирати шрифт, властивості шрифту й т. д.
Другий підхід — знайти контур об'єкта й досліджувати його властивості (зв'язність, наявність кутів і т. д.)
Ще один підхід — використовувати штучні нейронні мережі. Цей метод вимагає або великої кількості прикладів задачі розпізнавання (із правильними відповідями), або спеціальної структури нейронної мережі, що враховує специфіку даної задачі.

## Підходи до навчання: індуктивне і дедуктивне
Індуктивне навчання, або навчання за прецедентами, засноване на виявленні загальних властивостей об'єктів на підставі неповної інформації, отриманих емпіричним шляхом. Дедуктивне навчання передбачає формалізацію знань експертів у вигляді баз знань (експертних систем тощо).

## Персептрон як метод розпізнавання образів
Ф. Розенблатт уводячи поняття про модель мозку, завдання якої полягає в тому, щоб показати, як у деякій фізичній системі, структура й функціональні властивості якої відомі, можуть виникати психологічні явища — описав найпростіші експерименти з розрізнення. Дані експерименти цілком стосуються до методів розпізнавання образів, але відрізняються тим, що алгоритм розв'язання не детермінований.
Найпростіший експеримент, на основі якого можна одержати психологічно значиму інформацію про деяку систему, зводиться до того, що моделі пред'являються два різних стимули й потрібно, щоб вона реагувала на них різним чином. Метою такого експерименту може бути дослідження можливості спонтанного розрізнення стимулів системою при відсутності втручання з боку експериментатора, або, навпаки, вивчення примусового розрізнення, при якому експериментатор прагне навчити систему здійснювати необхідну класифікацію.
У досвіді з навчанням персептрону зазвичай пред'являється деяка послідовність образів, у яку входять представники кожного із класів, що підлягають розрізненню. Відповідно до деякого правила модифікації пам'яті правильний вибір реакції підкріплюється. Потім персептрону пред'являється контрольний стимул і визначається ймовірність одержання правильної реакції для стимулів даного класу. Залежно від того, збігається чи не збігається обраний контрольний стимул з одним з образів, які використовувалися в навчальній послідовності, отримують різні результати:
Якщо контрольний стимул не збігається з жодним із навчальних стимулів, то експеримент пов'язаний не тільки з чистим розрізненням, але містить у собі й елементи узагальнення.
Якщо контрольний стимул збуджує деякий набір сенсорних елементів, цілком відмінних від тих елементів, які активізувалися при впливі раніше пред'явлених стимулів того ж класу, то експеримент є дослідженням чистого узагальнення.
Персептрони не мають здатності до чистого узагальнення, але вони цілком задовільно функціонують в експериментах із розрізнення, особливо якщо контрольний стимул досить близько збігається з одним з образів, щодо яких персептрон уже нагромадив певний досвід.

## Приклади задач розпізнавання образів
- Розпізнавання літер.
- Розпізнавання штрих-кодів.
- Розпізнавання автомобільних номерів.
- Розпізнавання осіб.
- Розпізнавання мови.
- Розпізнавання зображень.
- Розпізнавання локальних ділянок земної кори, у яких знаходяться родовища корисних копалин.

## Програми розпізнавання образів
- CuneiForm
- FineReader
- Readiris
- NI Vision (на основі програмного комплексу LabVIEW від National Instruments)